# Molí fariner del Petronillo
El Molí fariner del Petronillo és una obra gòtica de Santa Coloma de Queralt (Conca de Barberà) inclosa a l'Inventari del Patrimoni Arquitectònic de Catalunya.

## Descripció
Presenta una gran portalada en arcada, que es troba tapiada excepte una porta més petita (posterior). El trespol del primer pis és amb volta de pedra, el segon pis servia d'habitatge i també hi ha golfes.
La seva utilització era de molí fariner. Als seus costats hi ha edificacions adossades. Tot ell en estat ruïnós.

## Història
Del segle xiv al segle xix en foren propietaris els Senyors de la Vila de Santa Coloma. El molí agafava el nom dels diferents arrendataris que el tenien durant més anys. Antigament era conegut com a molí d'en Requesens, el 1820 com a Molí del Sol o de Dalt i finalment com a Molí d'en Petronillo.